# Johann Adam Andreas de Liechtenstein
Johann Adam I de Liechtenstein (1662 - 1712); va ser el tercer príncep de Liechtenstein. El seu nom complet era Johan Adam Andreas.

## Vida
Va néixer a Brno el 16 d'agost de 1662, essent el darrer fill del príncep Karl Eusebius i de Johanna Beatriu de Dietrichstein-Nikolsburg.
Va heretar el títol als 22 anys i de seguida es va preocupar per la reorganització de l'administració de les seves terres, a la vegada que també volia renovar les finances de la família. El 1687 va ser nomenat conseller privat de l'emperador Leopold I del Sacre Imperi Romanogermànic i més endavant, el 1693, va ser distingit amb el nomenament de cavaller de l'Orde del Toisó d'Or.
Pel que fa al seu projecte de renovació de les finances va fracassar, perquè l'emperador pressionat per altres funcionaris de la cort va rebutjar els plans de Johhan Adam el 1699. Aleshores va fundar el seu propi banc, el Wiener Girobank el qual va presidir sense gaire èxit entre 1703-05. Després d'aquests fracassos es va dedicar més als assumptes diplomàtics. El 1707 va viatjar, comissionat per l'emperador, al parlament hongarès de Bratislava. Ja el 1697 va adquirir el castell de Sternberg al nord de Moràvia, amb el senyoriu del mateix nom. Amb la intenció de formar part de la Dieta imperial, el príncep Johann Adam va comprar el 1699 el senyoriu de Schellenberg i el 1712 el comtat de Vaduz.

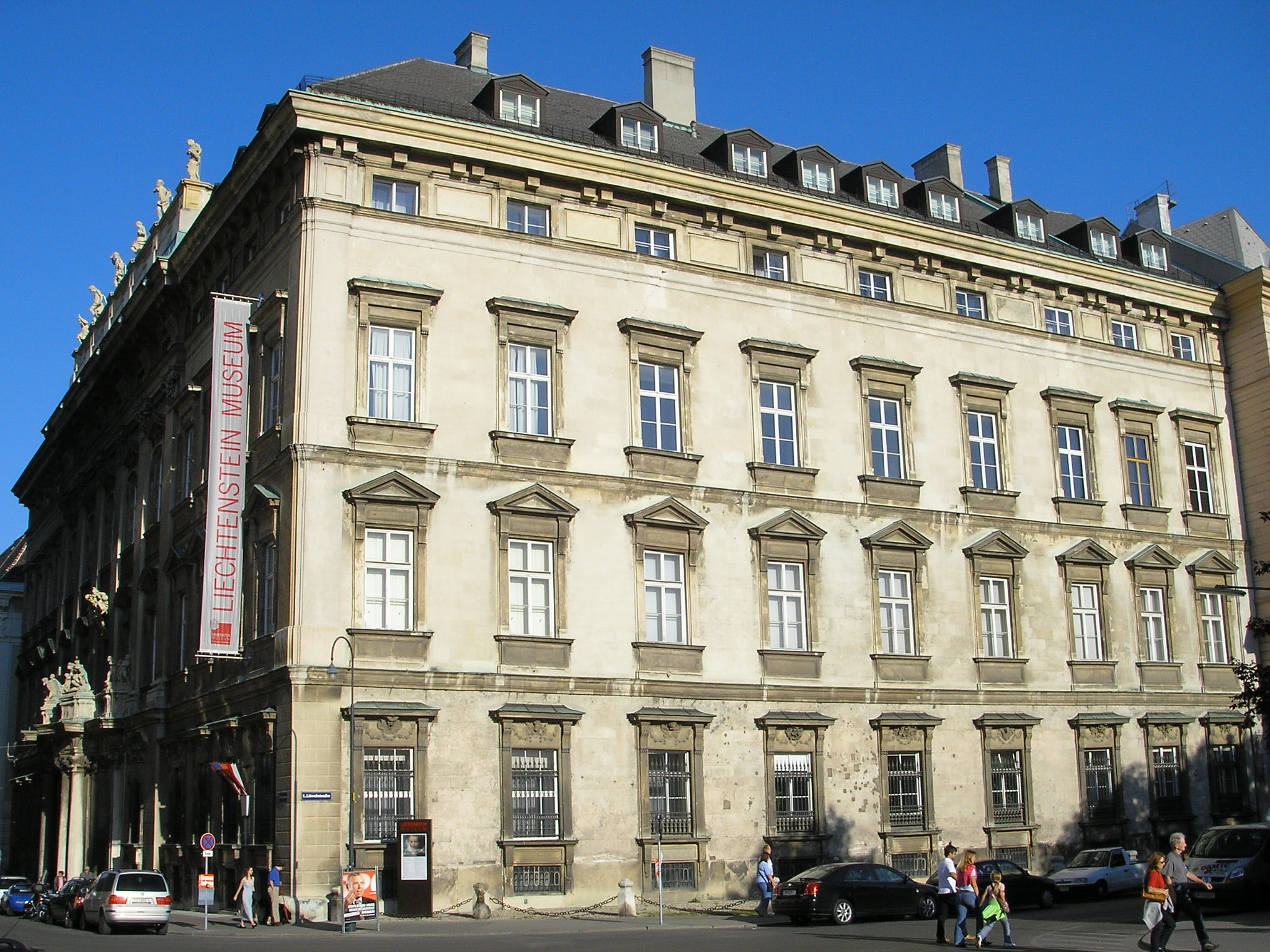
El Majorpalais, a Viena

També es va distingir per ser un col·leccionista d'art i mecenes. Va fer-se construir dos magnífics palaus a Viena, un al carrer que ara porta el seu nom Fürstengasse i l'altre el Majoratspalais, és per això que hi ha un districte de la ciutat que porta el seu nom, el Liechtental. Aquest darrer va ser encomanat a l'arquitecte italià Domenico Martinelli, Pel que fa a l'altre palau, el príncep volia que sobretot fos una residència enjardinada, per a la qual cosa va comprar una gran finca al comte Weikhard d'Auersperg i per a triar el disseny va proposar un concurs el 1688, decantant-se finalment per Domenico Egidio Rossi tot i que més endavant, el 1692 va confiar les obres al mateix arquitecte de l'altre palau Domenico Martinelli.

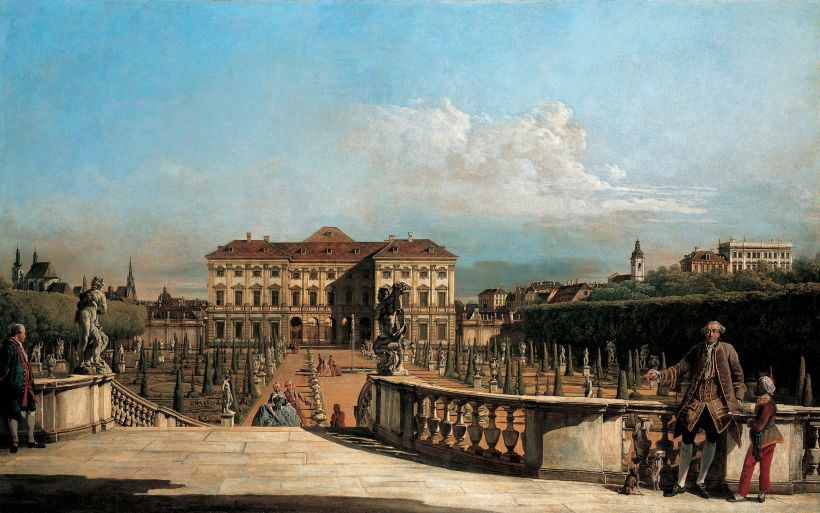
Pintura de Canaletto que retrata els jardins i el palau del carrer Fürstengrasse a Viena

En la decoració dels palaus van intervenir artistes de renom com: Andrea Pozzo, Christoph Tausch, Johann Michael Rottmayr i Santino Bussi.
Va morir el 16 de juny de 1712 a Viena i va ser sepultat a la cripta de l'església de la Nativitat de Vranov u Brna (Moràvia). Com que no va tenir descendents mascles, ja que s'havien mort sense arribar a l'edat adulta, el títol el va heretar un nebot, Josef Wenzel I que era descendent de Gundaker de Liechtenstein, un germà del seu avi.

## Matrimoni i descendència
El 1681 es va casar amb Edmunda Maria Theresia von Dietrichstein-Nikolsburg.
D'aquesta unió van néixer set fills:
- Maria Isabel (1683 - 1744), casada en primeres núpcies amb el príncep Maximilianà de Liechtenstein (1641 - 1709),i en segones núpcies amb el duc Leopold de Holstein-Sonderburg-Wiesenburg (1674 - 1744).
- Karl Joseph (1684 - 1704)
- Maria Antonia (1687 - 1750), casada en primeres núpcies amb Márk Czobor de Czoborszentmihály († 1728), i en segones núpcies amb Karl Hrzan, comte d'Harras.
- Francesc Dominic (1689 - 1711)
- Maria Gabriela (1692 - 1713), casada amb el príncep Josep Joan Adam de Liechtenstein (1690 - 1732).
- Maria Teresa (1694 - 1772), casada amb el duc Manuel Tomàs de Saboya-Carignano, comt de Soissons (1687 - 1713).
- Maria Dominica (1698-1724), casada amb el príncep Enric Josep d'Auersperg (1697 - 1783).